# Жупанија Муреш
Муреш (рум. Judeţul Mureş, мађ. Maros megye) је округ у Румунији, у њеном средишњем делу. Управно средиште округа је град Таргу Муреш, а значајан је и град Сегешвар, по заштитом УНЕСКО-а. Други битни градови су Регин, Тарнавени, Лудуш и Јернут.

## Положај
Округ Муреш је унутардржавни округ. Са других стана окружују га следећи окрузи:
- ка северу: Бистрица-Насауд
- ка североистоку: Сучава
- ка истоку: Харгита
- ка југоистоку: Брашов
- ка југу: Сибињ
- ка југозападу: Алба
- ка западу: Клуж

## Географија
Округ припада историјској покрајини Трансилванија. Муреш округ је већим делом планински, посебно на истоку (планине из ланца Карпата), а између њих се налазе плодне долине Мориша и његових притока.

## Становништво
| 1948.   | 1956.   | 1966.   | 1977.   | 1990.   | 2002.   | 2011.   | 2021.   |
| ------- | ------- | ------- | ------- | ------- | ------- | ------- | ------- |
| 461.403 | 513.261 | 561.598 | 605.345 | 610.053 | 580.851 | 550.846 | 518.193 |

Према попису из 2021. године, округ Муреш је имао 518.193 становника што је за 32.653 мање (-5,93%) у односу на 2011. када је на попису било 550.846 становника. По броју становника је 14. највећи округ у Румунији (рачунајући и град Букурешт).
Муреш спада у вишенационалне округе Румуније. Према попису из 2021. године, релативну већину становништва чине Румуни (48,71%), а затим следе Мађари односно Секељи (31,84%) и Роми (8,66%). После Харгите и Ковасне, Муреш је округ са највећим уделом Мађара у Румунији и уједно и трећи по реду са најмањим уделом Румуна. Занимљиво је и да је Муреш округ са највећим уделом Рома у Румунији.
| Етнички састав према попису из 2021.‍ | Етнички састав према попису из 2021.‍ | Етнички састав према попису из 2021.‍ | Етнички састав према попису из 2021.‍ | Етнички састав према попису из 2021.‍ |
| ------------------------------------ | ------------------------------------ | ------------------------------------ | ------------------------------------ | ------------------------------------ |
|                                      |                                      |                                      |                                      |                                      |
| Румуни                               | Румуни                               |                                      | 252.400                              | 48,71%                               |
| Мађари (Секељи)                      | Мађари (Секељи)                      |                                      | 165.014                              | 31,84%                               |
| Роми                                 | Роми                                 |                                      | 44.880                               | 8,66%                                |
| Немци                                | Немци                                |                                      | 904                                  | 0,17%                                |
| Италијани                            | Италијани                            |                                      | 77                                   | 0,01%                                |
| Јевреји                              | Јевреји                              |                                      | 56                                   | 0,01%                                |
| Турци                                | Турци                                |                                      | 49                                   | 0,01%                                |
| Украјинци                            | Украјинци                            |                                      | 47                                   | 0,01%                                |
| Остали                               | Остали                               |                                      | 388                                  | 0,07%                                |
| Непознато                            | Непознато                            |                                      | 54.378                               | 10,49%                               |

- Етничка мапа округа Муреш у Земљи Секеља, попис из 1992. године.
- Етничка мапа округа Муреш у Земљи Секеља, попис из 2002. године.